# Capel (Surrey)
Capel is een civil parish in het bestuurlijke gebied Mole Valley, in het Engelse graafschap Surrey.

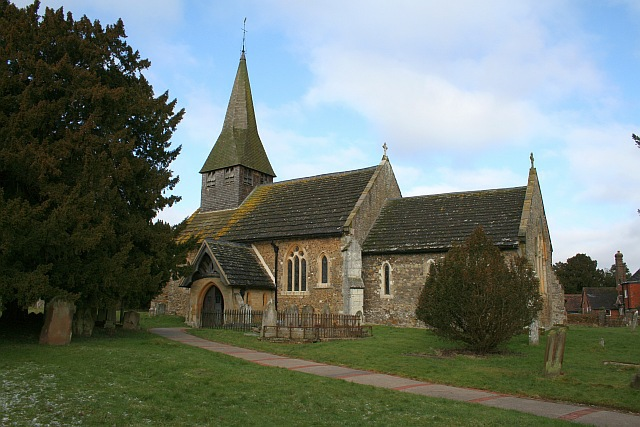
Kerk van Johannes-de-Doper.